# Николаевская сельская община (Синельниковский район)
Николаевская сельская общи́на (укр. Миколаївська сільська громада) — территориальная община в Синельниковском районе Днепропетровской области Украины.
Административный центр — село Николаевка.
Население составляет 9 970 человек. Площадь — 453,6 км².

## Населённые пункты
В состав общины входят 1 посёлок (Васильковское) и 16 сёл: Бажаны, Видродження, Дмитровка, Запорожье, Кардаши, Катериновка, Кунинова, Малониколаевка, Марьина Роща, Николаевка, Новопричепиловка, Олефировка, Петровка, Русаково, Сидоренко, Чумаки.